# フレドリク・グルブランセン
フレドリク・グルブランセン（Fredrik Gulbrandsen, 1992年9月10日 - ）は、ノルウェー・アーケシュフース県リールストレム出身のサッカー選手。エリテセリエン・モルデFK所属。ポジションはFW。

## クラブ経歴
2009年にリールストレムSKのトップチームに昇格。2011年シーズンに22試合4ゴールを決めるなど力を付け、2013年シーズン途中にモルデFKに移籍。加入後は国内リーグエリテセリエン2014年シーズン優勝。更にカップ戦ノルウェー・カップも2連覇を達成するなど、数々のタイトルを獲得した。
2016年6月18日、レッドブル・ザルツブルクとの契約を発表。2016-17シーズンは9試合2ゴールを記録したところで、3月10日の系列のニューヨーク・レッドブルズへの2017年シーズン終了までのローン移籍が決定。しかし、12試合ノーゴールと苦しみ、6月6日に解雇という形でローン契約終了。ザルツブルク復帰となった。
ザルツブルク復帰後は、ブンデスリーガ優勝、オーストリア・カップ優勝などを経験。
2019年6月25日、イスタンブール・バシャクシェヒルFKと3年契約を締結。加入1年目でチーム史上初のスュペル・リグ優勝を経験した。
2022年9月8日、アダナ・デミルスポルに2年契約で移籍した。

## 代表経歴
2014年にノルウェー代表に初招集。2016年3月30日のフィンランド戦で代表戦初出場。しかし、同年に代表戦3試合に出場して以降は、代表未招集となっている。

## 人物
- 2018年11月8日のUEFAヨーロッパリーグのグループリーグ戦のローゼンボリBK戦で、南野がハットトリックを達成し、試合も敵地で5-2で大勝した。試合後のインタビューで、グルブランセンは南野の活躍を讃えると共に母国チームとメディアの心情を思い遣った[6]。
- 2018年12月3日、UEFAヨーロッパリーグのグループリーグ戦のセルティックFC戦で、1-0でリードしていた後半32分に、相手GKクレイグ・ゴードンが自陣ペナルティーエリアでボールをキャッチし、スローイングで味方につなごうとしたところ、そのボールがディフェンスに来ていたグルブランセンに当たり、ゴールが決まった。結果、グルブランセンのゴールが認められる形となり、試合はザルツブルクが敵地セルティック・パークで2-1で勝利した[7]。
- イスタンブール・バシャクシェヒルFK在籍2年目の2020年12月1日のUEFAチャンピオンズリーグ 2020-21グループリーグ戦のパリ・サンジェルマンFC戦で、試合中に自軍コーチピエール・ウェボが、ルーマニア人第4審判から侮辱的な言葉を吐かれたという騒動が発生し、両チーム陣営と審判団との間でもみ合いになる中、現地メディアがグルブランセンと当時の相手監督トーマス・トゥヘルとのやり取りが公表され、興奮するグルブランセンに、トゥヘルが落ち着くように諭されていたと言われている[8]。